# Ngchesar
Ngchesar là một trong 16 bang của đảo quốc Thái Bình Dương Palau. Bang có khoảng 300 cư dân, thủ phú của bang là làng Ngersuul. Đây là bang lớn thứ sáu về diện tích với khoảng 40 km², nằm ở phía đông của đảo Babeldoab. Tại đây tập trung rất nhiều Thực vật ngập mặn.